# L'Agonie de la Terre
L'Agonie de la Terre est un roman d'anticipation affilié merveilleux-scientifique des écrivains français Octave Joncquel et Théo Varlet, paru en avril 1922 aux éditions Edgar Malfère.
Second volume d’un diptyque désigné sous le titre général de  L'Épopée martienne, ce roman raconte la suite des événements survenus dans Les Titans du ciel, avec l'établissement des Martiens sur la planète Terre.

## Octave Joncquel et Théo Varlet, une collaboration éphémère
Octave Joncquel, un écrivain amiénois, est à l’origine du cycle de L'Épopée martienne. Il conclut un contrat avec Edgar Malfère, un éditeur également originaire d’Amiens, dans lequel celui-ci s’engage à éditer les manuscrits que lui propose l’écrivain, qu’il peut néanmoins modifier à sa convenance tant qu’il présente Octave Joncquel comme co-auteur sur la couverture. Ainsi, au début des années 1920, Octave Joncquel envoie quatre manuscrits à son éditeur composant un même cycle : Les Titans du ciel, L'Agonie de la Terre, Les derniers Titans et La fin des Mondes. Edgar Malfère confie alors à Théo Varlet les deux premiers manuscrits en lui demandant de les retravailler, tandis qu’il ne garde qu’une seule scène des deux suivants qu’il glisse à la fin du roman L'Agonie de la Terre. Théo Varlet ne conserve des manuscrits d’Octave Joncquel que les idées qu’il juge intéressantes et rédige entièrement les deux romans. Les Titans du ciel paraît ainsi en septembre 1921 et L'Agonie de la Terre en avril 1922.
Au cours de l’année 1922, Octave Joncquel confie un nouveau manuscrit intitulé La Guerre des microbes à Théo Varlet, qui doit paraître en janvier 1923. Néanmoins, durant l’été 1922, Théo Varlet collabore avec André Blandin sur le roman La Belle Valence. Octave Joncquel ne supporte le retard occasionné et décide de porter plainte contre Edgar Malfère pour rupture de contrat. Finalement, non seulement le tribunal saisi par Octave Joncquel le déboute de sa demande de dommages et intérêts, mais de plus ce différend met fin à sa collaboration avec Edgar Malfère et Théo Varlet.

## Intrigue
Installés au Caire, les Martiens ont rapidement conquis la plus grande partie de la Terre. Depuis la destruction de leur planète par les scientifiques de Jupiter, ils chassent les derniers humains afin de voler leurs corps pour y réincarner leur peuple mort.
Léon Rudeaux et sa compagne Raymonde — dont les âmes ont également été chassées de leurs corps d'origine — sont contactés par un maître spirituel de la planète Vénus, qui leur apprend comment réintégrer de force leur enveloppes corporelles. Leur intégrité physique retrouvée, ils entreprennent de lutter contre l'envahisseur afin de protéger non seulement les derniers humains, mais également les Vénusiens, dont la planète est convoitée par les Martiens.

## Analyse de l'œuvre
Si le premier volume de L'Épopée martienne s'inspirait de l'invasion martienne de La Guerre des Mondes, le second volume débute avec la victoire des Martiens et leur installation sur la Terre. Avec cette nouvelle intrigue, Théo Varlet semble puiser son inspiration dans les romans de Gustave Le Rouge, et en particulier dans La Conspiration des Millardaires (1899-1900) et Le Prisonnier de la planète Mars (1908) en ce qui concerne la fusion technologie-occultisme. 
En effet, dans La Conspiration des Millardaires, Le Rouge met en scène des milliardaires américains utilisant technologie et prodiges occultes d'un régiment d'hypnotiseurs dans leur offensive de l'Europe, et dans Le Prisonnier de la planète Mars, ce sont des milliers de brahmanes qui propulsent une fusée grâce à leur énergie spirite. Dans L’Agonie de la Terre, tandis que Théo Varlet ambitionne d'écrire un roman d'anticipation, il doit néanmoins compenser son manque d'imagination technologique par des prodiges occultes. Ainsi, il s'appesantit sur les descriptions précises des liturgies martiennes ou dans l'utilisation de nombreux thèmes occulto-spirites en vogue dans l'entre-deux-guerres, tels que la décorporation, la réincarnation, la possession, le voyage astral ou encore la communication entre une âme et un dormeur.
Il a également pu exploiter ses propres expériences avec le haschich, lesquelles ont pu inspirer les possessions extraterrestres décrites dans L’Agonie de la Terre.

## Publications françaises
- Éditions Edgar Malfère, coll. « Bibliothèque du hérisson », 1922, sous le titre L’Agonie de la Terre, roman planétaire
- Encrage, coll. « Classique » no 1, 1996, dans le recueil L'Épopée martienne - La Belle Valence. Œuvres romanesques – 1 (ill. Guillaume Sorel[Note 3])